# Гійом Кане
Гійо́м Кане́, фр. Guillaume Canet (* 10 квітня 1973, Булонь-Біянкур) — французький кіноактор, режисер, сценарист.

## Фільмографія

### Актор
- 1997 — Барракуда
- 1998 — У саме серце
- 1998 — Ті, хто мене любить, поїдуть потягом — автостопник
- 2000 — Пляж
- 2000 — Вірність
- 2001 — Відок
- 2001 — Укуси світанку
- 2002 — Як скажеш
- 2002 — Брат воїна
- 2003 — Закохайся в мене, якщо наважишся — Жульєн
- 2003 — Ключі від машини
- 2004 — Глюк
- 2005 — Щасливого Різдва
- 2006 — Не кажи нікому
- 2007 — Просто разом
- 2009 — Справа Фаруелла
- 2010 — Минулої ночі в Нью-Йорку
- 2014 — Чоловік, якого надто сильно любили — Моріс Агнеле
- 2014 — Наступного разу я стрілятиму в серце — Франк Нойхарт
- 2015 — Програма — Мішель Феррарі
- 2017 — Мій син — Жульєн Перрен
- 2017 — Рок-н-рол
- 2018 — Щасливі невдахи
- 2023 — Астерікс і Обелікс: Шовковий шлях

### Режисер
- 2006 — Не кажи нікому
- 2017 — Рок-н-рол
- 2021 — Lui
- 2023 — Астерікс і Обелікс: Шовковий шлях